# A.S. Reggina 1914
A.S. Reggina er en italiensk fodboldklub fra Reggio di Calabria, Calabrien, som spiller i . Klubben har vundet Serie C1 2 gange.
I 2006 blev klubben impliceret i dommerskandalen i italiensk fodbold, og blev idømt 15 point straf for sæsonen 2006–07. Denne straf blev i december 2006 reduceret til 11 point. Klubbens direktør, Pasquale Foti, blev udelukket i to et halvt år. Til trods for straffen klarede Reggina at holde sig i Serie A med en 14. plads.
Danskerne Nicki Bille Nielsen, Kris Stadsgaard og Mike Tullberg har spillet i klubben. I 2016 blev Morten Knudsen udlejet til Reggina fra Inter.